# Télescope (revue)
 (juillet 2012).
Si vous disposez d'ouvrages ou d'articles de référence ou si vous connaissez des sites web de qualité traitant du thème abordé ici, merci de compléter l'article en donnant les références utiles à sa vérifiabilité et en les liant à la section « Notes et références ».
 (juillet 2012).
Télescope, revue d’analyse comparée en administration publique est une revue universitaire créée par L’Observatoire de l’administration publique, un pôle de recherche au cœur de l’École nationale d’administration publique  (Canada).

## Présentation de la revue
La revue Télescope, revue arbitrée par les pairs, est une publication universitaire indépendante éditée en français par L'Observatoire de l'administration publique, un centre de recherche à l’École nationale d'administration publique (ENAP).
La revue Télescope a été lancée en 1994 pour répondre au besoin de disposer d’un moyen d’information sur les avancées de la gestion et de la gouvernance publiques dans le monde. Sa vocation est de déceler dans les administrations publiques étrangères des repères utiles aux décideurs publics. 
Chaque numéro est porteur d’un seul thème sur lequel se prononcent une dizaine de chercheurs, de professeurs et d’experts du domaine. Un rédacteur invité spécialiste de la thématique collabore au processus de réalisation en apportant son expertise et en guidant l’équipe de direction.
Le lectorat de Télescope est constitué de professeurs, de chercheurs, d’étudiants en administration publique, ainsi que de praticiens et de hauts fonctionnaires. Ces lecteurs se trouvent au Québec, au Canada, en France et partout dans la francophonie.
Télescope est indexée dans EBSCO, Repère et Érudit et compte 16 000 abonnés à travers le monde. L’abonnement électronique est offert gratuitement. 
Télescope bénéficie du soutien financier de l’ENAP et du gouvernement du Québec.

### Historique
Télescope a été créé en 1994 sous la direction de Diane Wilhelmy, alors directrice de L’Observatoire de l’administration publique. À ses débuts, la revue comptait un seul article pour un total d’une dizaine de pages. Aubert Ouellet, Louis Borgeat et Serge Belley ont dirigé la revue à tour de rôle pour ensuite laisser la place au professeur Louis Côté en 2001, année au cours de laquelle il devient directeur et rédacteur en chef de la revue et directeur de L’Observatoire. Après une période consacrée à consolider la revue et à tisser un réseau national et international de collaborateurs, Télescope est devenue une revue arbitrée par les pairs en 2005. Si à l’origine Télescope se consacrait davantage à l’examen des grandes réformes administratives dans les pays industrialisés, les sujets traités sont dorénavant beaucoup plus variés et couvrent tant la gouvernance, les politiques publiques que la gestion publique. 
Monsieur Stéphane Paquin, professeur agrégé à l’École nationale d’administration publique et titulaire de la Chaire de recherche du Canada en économie politique internationale et comparée, assume depuis le 1er juin 2012 les responsabilités de directeur et de rédacteur en chef de Télescope.

### Mission
L’Observatoire de l’administration publique a pour mission d’offrir une perspective comparative sur les grands enjeux qui se manifestent en administration publique et en gouvernance à travers le monde. Télescope a été conçue dans cette optique. Elle propose à ses lecteurs un éclairage sur les problématiques qui interpellent tant les États que les organisations publiques.

### Objectifs
Télescope poursuit l’objectif de faire avancer les connaissances en matière de gouvernance publique. Pour ce faire, elle met en perspective des expériences et des modèles d’administration publique observés à travers le monde. Elle diffuse aussi un message singulier sur la gouvernance à la rencontre des univers francophone et anglo-saxon et offre aux universitaires, aux chercheurs et aux praticiens dans le champ de l’administration publique, un outil pour se situer sur la scène mondiale et recueillir les savoirs et les repères utiles à leur action.

## Structure des numéros
Chaque numéro de Télescope est composé des sections suivantes :
- l’éditorial : signé par le rédacteur en chef, l’éditorial présente brièvement les différents articles du numéro;
- les articles : chaque numéro compte entre huit et douze articles;
- la rubrique Repères et Références : Télescope signale sous forme de courtes synthèses huit articles récents qui traitent du thème du numéro;
- la rubrique Recensions : Télescope publie trois comptes rendus critiques d’ouvrages récents en lien avec la thématique du numéro.

## Comités
Un comité de rédaction et un conseil scientifique appuient le comité de direction de Télescope à diverses étapes du processus de publication.

### Comité de direction
- Stéphane Paquin, Directeur et Rédacteur en chef de Télescope
- Pierre Cliche, Directeur de L’Observatoire de l’administration publique
- Patricia Caron, Secrétaire de rédaction
- Nicolas Charest, Coordonnateur à la veille

### Comité de rédaction
- Michel Audet (Forum mondial de la langue française)
- Serge Belley (ENAP)
- Pierre Bernier (ENAP)
- Dominique Darbon (Institut d’études politiques de Bordeaux)
- Bernard Enjolras (Université d’Oslo)
- Joseph Facal (HEC Montréal)
- Francis Garon (York University)
- David Giauque (Université de Lausanne)
- Réal Jacob (HEC Montréal)
- Maya Jegen (UQAM)
- Isabelle Lacroix (Université de Sherbrooke)
- Benoît Lévesque (UQAM)
- Bachir Mazouz (ENAP)
- Roger J. Ouellette (Université de Moncton)
- Luc Rouban (Sciences-po – Paris)
- Jean-François Savard (ENAP)
- Jean Turgeon (ENAP)

### Conseil scientifique
- Jean Bernatchez (UQAR)
- Sandford Borins (Université de Toronto)
- Geert Bouckaert (Université catholique de Louvain)
- Fabrizio Cantelli (Université libre de Bruxelles)
- Jacques Chevallier (CNRS)
- Patrick Gibert (Université de Paris X)
- Taïeb Hafsi (HEC Montréal)
- Patrick Hassenteufel (Université Versailles Saint-Quentin-en-Yvelines)
- Vincent Hoffmann-Martinot (Université de Bordeaux)
- Steve Jacob (Université Laval)
- Peter Knoepfel (Institut de hautes études en administration publique)
- Ann Langley (HEC Montréal)
- Vincent Lemieux (Université Laval)
- B. Guy Peters (University of Pittsburgh)
- Jacques Plamondon (Université du Québec)
- Marc-Urbain Proulx (UQAC)
- Donald Savoie (Université de Moncton)
- Jean-Claude Thoenig (CNRS)
- Sabine Urban (Université Robert Schuman de Strasbourg)

## Liste des numéros parus
Chaque numéro de Télescope aborde un thème précis. Depuis 2005, les sujets abordés sont :
- Les administrations publiques à l’ère du numérique (volume 18, numéro 1-2, 2012)
- La formation et la mobilisation des savoirs dans les administrations publiques (volume 17, numéro 3, 2011)
- Le développement durable (volume 17, numéro 2, 2011)
- La participation citoyenne (volume 17, numéro 1, 2011)
- Les politiques d’aménagement linguistique : un tour d’horizon (volume 16, numéro 3, 2010)
- La gestion des risques (volume 16, numéro 2, 2010)
- Le transfert intergénérationnel des connaissances (volume 16, numéro 1, 2010)
- La gouvernance autochtone (volume 15, numéro 3, 2009)
- Les organisations internationales et la diffusion des systèmes de gouvernance (volume 15, numéro 2, 2009)
- Les nouvelles conditions d'exercice du pouvoir au sommet des administrations publiques (volume 15, numéro 1, 2009)
- La gestion du changement stratégique dans les organisations publiques (volume 14, numéro 3, 2008)
- Les politiques publiques et l'évaluation d'impact sur la santé (volume 14, numéro 2, 2008)
- Le service public et la mondialisation (volume 14, numéro 1, 2008)
- Les femmes cadres dans le secteur public (volume 13, numéro 4, 2007)
- La gouvernance et le management des villes (volume 13, numéro 3, 2007)
- La gouvernance dans tous ces États (volume 13, numéro 2, hiver 2006-2007)
- L'évaluation de politiques et de programmes publics (volume 13, numéro 1, 2006)
- La gestion par résultats dans le secteur public (volume 12, numéro 3, 2005)
- La gestion des ressources humaines dans les administrations publiques (volume 12, numéro 2, 2005)
- Les partenariats public-privé (volume 12, numéro 1, 2005)